# Pobladura de Somoza
Pobladura de Somoza es una localidad del municipio leonés de Villafranca del Bierzo, en la Comunidad Autónoma de Castilla y León. 
La iglesia está dedicada a Santa Lucía.

## Localidades limítrofes
Confina con las siguientes localidades:
- Al norte con Veguellina.
- Al noreste con Paradiña.
- Al sureste con Villabuena y San Clemente.
- Al sur con Valtuille de Arriba.
- Al suroeste con Puente de Rey y Landoiro.
- Al noroeste con Paradaseca.

## Demografía
Evolución de la población
| Gráfica de evolución demográfica de Pobladura de Somoza entre 2000 y 2017 |
|                                                                           |
| Población de derecho (2000-2017) según el padrón municipal del INE        |

## Historia
Así se describe a Pobladura de Somoza en el tomo XIII del Diccionario geográfico-estadístico-histórico de España y sus posesiones de Ultramar, obra impulsada por Pascual Madoz a mediados del siglo XIX:

Lugar en la provincia de León (21 leguas), partido judicial y abadía de Villafranca del Bierzo (1 ½), diócesis de Astorga, audiencia territorial y capitanía general de Valladolid, ayuntamiento de Paradaseca. Situado casi en la cima de la sierra del mismo nombre de la población, en una especie de hondonada algo pendiente; su clima es frío; sus enfermedades más comunes dolores de costado y fiebres pútridas e intermitentes. Tiene 24 casas; escuela de primeras letras dotada con 100 reales, a que asisten 10 niños; iglesia parroquial (Santa Lucía) servida por un cura de ingreso y provisión del abad de Villafranca, y una fuente de medianas aguas. Confina con Paradaseca, Paradiña, Valtuille y Puente de Rey. El terreno es de mediana calidad. Los caminos son locales; recibe la correspondencia en Villafranca. Producciones: centeno, patatas, castañas y alguna hortaliza; cría ganado vacuno, cabrío y lanar, y caza de perdices. Población: 19 vecinos, 76 almas. Contribución: con el ayuntamiento.
Diccionario geográfico-estadístico-histórico de España y sus posesiones de Ultramar